# Tiếng Turkmen
Tiếng Turkmen (türkmençe, türkmen dili, Kirin: түркменче, түркмен дили, chữ Ba Tư: تورکمن ﺗﻴﻠی, تورکمنچه), là ngôn ngữ quốc gia của Turkmenistan.
Tiếng Turkmen là thành viên của ngữ hệ Turk.
Có 4 triệu người nói ngôn ngữ này ở Turkmenistan, 700.000 người nói ở đông bắc Afghanistan và 1.400.000 người nói ở đông bắc Iran.

## Từ vựng

### Số đếm
| Số | Tiếng Turkmen | Số   | Tiếng Turkmen |
| -- | ------------- | ---- | ------------- |
| 0  | nol           | 10   | on            |
| 1  | bir           | 20   | ýigrimi       |
| 2  | iki           | 30   | otuz          |
| 3  | üç            | 40   | kyrk          |
| 4  | dört          | 50   | elli          |
| 5  | bäş           | 60   | altmyş        |
| 6  | alty          | 70   | ýetmiş        |
| 7  | ýedi          | 80   | segsen        |
| 8  | sekiz         | 90   | togsan        |
| 9  | dokuz         | 100  | ýüz           |
|    |               | 1000 | müň           |